# チャイナ・ウォッチャー
チャイナ・ウォッチャー（China watcher、中国観察者）または北京学者（Pekingologist、ペキノロジスト）は、中華人民共和国の政治の専門家・アナリスト・評論家を指す政治用語。
英語・英語圏では中国学者・中国研究者とは区別されることが多いが、他の言語では同義概念として使われることもある。例えば、フランス語の"sinologue"は中国学者とチャイナ・ウォッチャーの双方の概念を指し得る。
日本と同様にアメリカ合衆国などでも、チャイナ・ウォッチャーによる中国崩壊論などが批判を受けることがある。